# 川原幸一 (医学)
川原 幸一（かわはら こういち）は、日本の農学者・医学者。博士（医学）。大阪工業大学工学部生命工学科教授。東京医科大学客員教授。日本生物高分子学会評議員。シノビオリンを考える会メンバー。
専門は、機能性食品学・農学、分子生物学（バイオサイエンス）・病態医化学、臨床医学・感染症学・獣医学。

## 略歴
1988年鹿児島大学農学部畜産学科卒業。1990年同大学大学院農学研究科畜産学専攻修士課程修了。日本抗体研究所研究員などを経て、2004年鹿児島大学大学院医歯学総合研究科先進治療科学専攻循環器病学講座助手。2007年博士（医学）。同年、同大学院医歯学総合研究科助教。2010年東京医科大学客員准教授などを経て、2011年大阪工業大学工学部生命工学科教授。2017年より東京医科大学客員教授を兼務。
主な所属学会は、日本生物高分子学会、日本栄養・食糧学会、日本救急医学会、日本血栓止血学会、日本臨床検査医学会など。

## 主な研究
- キルギスでのリウマチ熱蔓延の危険因子の分子疫学的解析と拠点集落でのその制圧の試み - 中島利博博士（東京医科大学）との共同研究：キルギス日本研究センター事業へ協力[3]
- シノビオリンを機軸とした関節リウマチの総合的理解 : 東京医科大学・聖マリアンナ医科大学・鹿児島大学との共同研究[4]
- 新技術の融合によるDAMPs・ヒストンの細胞内での分解に挑戦する研究
- 敗血症の病態進行におけるヒストンの相互作用の解明とその応用の研究
- 犬腫瘍トランスクリプトームの人工知能解析による病態関連因子の探索と臨床応用：東京大学・東京農工大学・東京理科大学・鹿児島大学らとの共同研究[5]